# Kutatás-fejlesztés
A kutatás-fejlesztés, (Research and development, R&D) röviden K+F a kreatív tudásbázis célzott, szisztematikus bővítése. 
A 2004. évi CXXXIV. törvény a kutatás-fejlesztésre az Értelmező rendelkezések címszó alatt az alábbi fogalom meghatározásokat adja:
"4. § E törvény alkalmazásában
1. a) alapkutatás: kísérleti vagy elméleti munka, amelyet elsősorban a jelenségek vagy megfigyelhető tények hátterével kapcsolatos új ismeretek megszerzésének érdekében folytatnak, anélkül, hogy kilátásba helyeznék azok gyakorlati alkalmazását vagy felhasználását;
b) alkalmazott kutatás: tervezett kutatás vagy kritikus vizsgálat, amelynek célja új ismeretek és szakértelem megszerzése új termékek, eljárások vagy szolgáltatások kifejlesztéséhez, vagy a létező termékek, eljárások vagy szolgáltatások jelentős mértékű fejlesztésének elősegítéséhez. Magában foglalja az alkalmazott kutatáshoz – különösen a generikus technológiák ellenőrzéséhez – szükséges komplex rendszerek összetevőinek létrehozását is, a prototípusok kivételével;
c) kísérleti fejlesztés: a meglévő tudományos, technológiai, üzleti és egyéb, vonatkozó ismeretek és szakértelem megszerzése, összesítése, megosztása és felhasználása új, módosított vagy javított termékek, eljárások vagy szolgáltatások terveinek és szabályainak létrehozása vagy megtervezése céljából."
A fenti törvény megszületése előtt az egyik legszélesebb körben elfogadott definíció az alábbi volt:
„A kutatás és kísérleti fejlesztés olyan módszeresen folytatott alkotómunkát jelent, amely a meglévő ismeretanyag bővítésére szolgál – beleértve az emberről, a kultúráról és a társadalomról szerzett ismereteket is –, valamint arra, hogy ezt az ismeretanyagot új alkalmazások kidolgozására használjuk fel.”
A Frascati kézikönyv kutatás-fejlesztés fogalmára adott definíciója túlságosan általános, így nem igazán alkalmas egyértelmű ítélet alkotására, ezért egy pontosító meghatározást is találunk, ami a következőképpen néz ki:
„A K+F és a kapcsolódó tevékenységek elhatárolásának az az alapkritériuma, hogy a kérdéses K+F-ben fellelhető- e az újszerűség és valamely tudományos és/vagy műszaki bizonytalanság feloldásának számottevő eleme, azaz amikor valamely probléma megoldása nem azonnal nyilvánvaló egy olyan személy számára, aki az érintett területnek csak az alapvető tudományos ismeretanyagában és technikáiban jártas.”
A Frascati kézikönyv az OECD-tagországokban folyó kutatás-fejlesztési tevékenység statisztikai célú feldolgozása érdekében született meg, mára azonban már világszerte a kutatás-fejlesztési tárgyú felmérések szabványává is vált. Kiadásával az volt a cél, hogy rögzítse a különféle módszertani ajánlásokat és irányelveket, segítse a nemzeti innovációs rendszerekben a tudomány és a technológia szerepének jobb megértését.
A tudományos kutatómunka tehát tervszerű és rendszerezett tevékenységek sorozata, melyeket meghatározott helyen, időben, konkrét tudományos területen, a rendelkezésre álló tudományos ismeretek alapján valósítanak meg azzal a céllal, hogy valamely problémára tudományos igényű megoldást találjanak.
A fenti definíciók ugyan egyértelműnek és világosnak tekinthetők, a részleteket, a gyakorlati alkalmazással összefüggő kérdéseket illetően mégis sok vita tárgyát képezik.

## A kutatás-fejlesztés társadalmi szerepe
A kutatás-fejlesztés és a segítségével megvalósuló innováció nemzetstratégiai kérdés. Ezt felismerve az országgyűlés megalkotta a 2004. évi CXXXIV. törvényt a kutatás-fejlesztésről és a technológiai innovációról. Tette ezt annak érdekében, hogy elősegítse a magyar gazdaság versenyképességének és jövedelemtermelő képességének a tudásra, valamint a technológiai innovációra épülő és a fenntartható fejlődést szolgáló növekedését:
"1. § (1) A törvény célja, hogy
a) a kutatás-fejlesztési és technológiai innovációs eredmények létrehozása és hasznosítása feltételeinek javításával segítse a magyar gazdaság fenntartható fejlődését,
b) elősegítse a vállalkozások technológiai innováción alapuló versenyképességének növekedését és a régiókban található kutatás-fejlesztési és innovációs lehetőségek minél teljesebb körű hatékony kihasználását,
c) ösztönözze a magas hozzáadott értéket előállító munkahelyek létrehozását,
d) előmozdítsa a kutatás-fejlesztésben foglalkoztatottak szakmai felkészültségének javulását és társadalmi elismertségük növelését,
e) járuljon hozzá az ország védelmi és biztonsági képességeihez szükséges fejlett technológiák alkalmazásához."
A kutatás-fejlesztés társadalmi szerepét jól ismerte fel a 2013-ban elfogadásra került „Befektetés a jövőbe: Nemzeti kutatás-fejlesztési és innovációs stratégia 2020”, amelynek feladata a 2014-2020 ciklus fő célkitűzéseit meghatározni a kutatás-fejlesztési és az innovációpolitika területén. Prof. Cséfalvay Zoltán, a Nemzetgazdasági Minisztérium parlamenti és gazdaságstratégiáért felelős államtitkára a stratégia bevezetőjében az alábbi megfogalmazással él:
„Aligha újdonság, hogy a kutatás-fejlesztésre és az innovációra fordított minden egyes forint egyúttal befektetés mind a vállalatok, mind pedig az ország jövőjébe. Éppen ezért a mindenkori kormányok fontos feladata, hogy olyan keretfeltételeket alakítsanak ki, amelyek a vállalatokat a kutatás-fejlesztésre és az innovációra ösztönzik.”
Ma már szinte senki sem vitatja, hogy a tudományok fejlődése tette lehetővé, hogy komfortosabb, a természet nyers erői ellen védelmet nyújtó körülményeket biztosíthassunk a magunk számára. Nem szabad azonban szemet hunyni afölött sem, hogy a tudomány fejlődése jegyében több súlyos hibát is elkövettünk a természetátalakító munkánkkal, a természet erőinek a saját szolgálatunkba való állításával. A fejlődés alapvető célját adó szabadság kiteljesedése mellett így olyan korlátokat is létrehoztunk, amelyek további megoldandó problémákat okoznak.

## A kutatás-fejlesztés és az innováció kapcsolata
A kutatás-fejlesztés nem véletlenül került az innovációs politikák középpontjába. A hagyományos innováció felfogás (például Schumpeteré is) lineáris modellben értelmez a vállalati innovációkat. Eszerint a tudományos kutatási eredményekből alkalmazott kutatással prototípusok születnek, a technológia fejlesztések kialakítják a gyárthatóság feltételeit, ezt kísérleti üzemekben igazolva a termék gyártásra, majd végül a piacon értékesítésre kerül. A modernebb felfogás a szükségletek felől indítja a láncot. Az újabban elfogadott elméletek azonban rávilágítanak, hogy az újdonságok születése korántsem ilyen egyenes vonalú folyamat, a kapcsolatok inkább oda-vissza csatolásokkal átszőtt bonyolult ábrákba (kör, három spirál, véletlenszerű, stb.) rendeződnek. Ilyenkor már a vállalatban megvalósuló innováció messze elszakadhat a kutatás-fejlesztés idejétől és helyétől. 
Természetesen nem kutatás-fejlesztés az az innováció sem, amely mások eredményeinek lemásolásával, ellopásával valósul meg.
Az innováció legrövidebb és legfrappánsabb definíciójának talán az tekinthető, amely úgy fogalmaz, hogy az innováció a munkába állított tudás. Ebben a meghatározásban nem csupán a fogalom válik könnyen érthetővé, hanem a tudományhoz fűződő viszonya is kifejeződik. Az innovációra nem önmagáért, hanem nagyon fontos emberi célok elérése érdekében van szükség.
Az innovációhoz vezető eszközök közül az egyik legfontosabb a kutatás-fejlesztés, amire a tudományos módszerek használata a jellemző.

## Kutatás módszertan
A tudomány lényegét megfogalmazni szándékozó tankönyvek alapvető módszereként az alábbi négy lépést szokták bővebben kifejtve magyarázni.
1. megfigyelés és megtapasztalás (kísérletezés), 
2. dokumentálás, elemzés, 
3. természeti törvény felismerése, származtatása, 
4. a törvények alapján előrejelzések készítése,
Az első lépés mindig a vizsgált jelenség megfigyelése. Amennyiben az nem megy végbe magától, akkor megengedett a jelenség mesterséges előidézése, azaz a kísérletezés. A megfigyelést a szakma szabályai szerint dokumentálni, elemezni szükséges. A cél olyan természeti törvények felismerése, amelyek alapján előrejelzéseket fogalmazhatunk meg. Azaz képesek kell legyünk az okok ismeretében a várható következmények, az okozat meghatározására.
Ha a modern tudomány felfogást tekintjük, akkor értelemszerűen ezen a ponton nem állhatunk meg, hiszen ma már a természet részét képezi egy sor olyan emberi alkotás, ami tudomásunk szerint korábban nem volt fellelhető, legalábbis az általunk ismert környezetünkben. Ennek megfelelően tudománynak kell tekinteni azt a tevékenységet is, amikor a tudomány módszereinek az alkalmazásával olyan új eszközöket állítunk elő, jelenségeket idézünk elő, amelyek természetes körülmények között vélhetően soha létre nem jönnének, kizárólag mesterséges, emberi tevékenységek eredményeként találkozhatunk velük.
A tudomány vívmányainak tudományos igényű alkalmazása is tudomány, így tehát a klasszikus lépések sorozata egy újabb ponttal egészíthető ki: új, addig ismeretlen működő rendszerek létrehozása. Ez az 5. lépés messze túllép azon, amit a felismert törvényszerűségek alapján való előrejelzések készítése jelent. A tudomány számára megteremtődött egy olyan új „mesterséges világ’”, amelyben ugyan egyazon természeti törvények érvényesek, de a célokat és eszközöket illetően nagy változások következtek be. A tudománynak, ami önmagában egy eszmei konstrukció, nyilvánvalóan nincsen célja. Célja a tudósoknak, mint egyéneknek van. A tudomány általánosan elfogadott módszerei a problémák megoldását és a nyelvhez hasonlóan az egymás közötti a gondolatok kicserélését szolgálják.
A fentiekben tetten érhető jelentős szemléletváltozásban az elméleti és gyakorlati tudás között régóta húzódó különbségtétel is kifejezésre jut. Az elméleti és gyakorlati tudás egyik megkülönböztető jellemzőjeként azt szokás a tudomány berkeiben állítani, hogy az elméleti tudás minden érdektől mentesnek tekinthető. A tudomány tehát minden emberi szemponttól függetlenül, „sterilen” igyekszik megragadni az objektív valóságot.
A tudomány és az annak módszertani ismereteit hasznosító kutatás-fejlesztés is folyton azokat a megoldásokat keresi, amelyekkel még jobbá, komfortosabbá tehetjük azt a világot, amelyben élünk. Kétségtelen tény, hogy a világon mindenütt a tudomány vívmányai jobban érdeklik az embereket, mint a kutatási módszerek, amelyekkel azokat elérik.
A kapcsolódó leírást lásd: Tudományos módszer szócikk

## A K+F munka mérése, hatékonysága
A kutató-fejlesztő munkának minden más értékteremtő tevékenységhez hasonlóan jól mérhető a hatékonysága. Miután azonban a kutatás-fejlesztés hosszú távú befektetésnek tekinthető, így jogos igény fogalmazódik meg olyan mérési módszerek kialakítására, amelyek nem csupán hosszú évekkel később, hanem lehetőség szerint a jelenben tegyék lehetővé az eredményesség mérését. Ma az egyes országok kutatás-fejlesztés aktivitásának összehasonlítására többnyire a ráfordítások oldalát szokás mérni, azonban ennél sokkal fontosabb volna a tevékenység eredményét értékelni.
A kutatás-fejlesztés indikátorai ráfordítások oldalán első helyen kell megemlíteni a GDP arányos  költés mértékét.
A mutató GERD (Gross Domestic Expenditure on R&D) néven is szerepel. A K+F ráfordításokat nem felhasználási, vagy tudományterület szerint szokás elsősorban osztályozni, hanem finanszírozók szerint. Ez alapján megkülönböztetik az állam, az üzleti szektor és a külföld ráfordításait. Az üzleti szektor K+F ráfordításainak külön neve is van, ez a BERD (Business Expenditure on R&D). Kevésbé közismert, de előfordul a használatban az államilag finanszírozott kiadások rövidítése: GOVERD.
Az intézményfinanszírozás logikájából fakadóan meghatározott számú kutatóhelyet tart fenn az állam, s igen beszédes adat az itt dolgozó kutatók népességarányos fajlagos mutatója is. Egy ország kutató-fejlesztő teljesítőképességét ezen adatok statisztikái alapján szokás összehasonlítani.
Az eredmények mérésére a hazai szakirodalomban szinte kizárólag a tudományos művek és  szabadalmak minőségi és mennyiségi adatait találhatjuk meg. Ezek felhasználásával számos fajlagos és aggregált mutató képzésére van lehetőség.
Az eredeti lisszaboni célkitűzés, ami a GDP arányos K+F ráfordítások 3%-ra történő emelését irányozta elő, a 2000-es évek közepére megvalósult, ám a hozzá fűzött reményeket nem váltotta be, az Unió versenyképessége, innovációs teljesítménye nem nőtt számottevően. Ebből néhány szakértő, pl. Michael Schrange a MIT kutatója azt a következtetést vonja le, hogy maga az eredeti célkitűzés (a K+F ráfordítások növelése az innováció érdekében) volt helytelen.
Továbbra is hiányosak azonban a kutatás-fejlesztés azon eredményeinek mérésére szolgáló metódusok, amelyek a gazdaság fejlődésére gyakorolt hatását mutatják be. Egy ország tudományos teljesítményének a hatékonysága a legjobban azon mérhető le, hogy a tevékenység milyen mértékű életszínvonal emelkedést képes okozni a jövőben az eredmények a hasznosulása következtében.
Nem csak egy ország, de egy adott K+F projekt hatékonysága sem mérhető könnyen. Az alábbi K+F hatékonyság kvantitatív és kvalitatív mérési részmodell egy lehetséges elvi metódust szemléltet:
Az 1. ábrán feltüntetett inputteljesítmény az anyagi és személyi ráfordítások intenzitására, a folyamatteljesítmény a vállalkozási K+F helyek által kifejtett kutató-fejlesztő tevékenység folyamata során jelentkező objektív, mennyiségi (1. ábra) vagy minőségi adatokon alapuló aktivitást jelenti. Ez utóbbi tipikus megjelenési formái  az információforrások igénybevétele és az együttműködés más K+F helyekkel. A jelentkező harmadik változó az outputteljesítmény, amely a vállalatok által kifejtett K+F tevékenység kimeneti oldalán jelentkező kézzel fogható eredményeknek, publikációknak és szabadalmaknak a mennyiségi vagy minőségi adatait foglalja magába.

## A kutatás-fejlesztés és a tudomány kapcsolata
A tudomány célját a XX. század elejéig úgy határozták meg, hogy az ismeretlen kutatása minden különösebb érdek nélkül. Ez azonban nem jelenti azt, hogy a tudomány eredményeit ne hasznosították volna korábban.
Korunk közfelfogása szerint a tudomány feladata a jólét alapjainak a megteremtése. Minden tudományos eszközt tehát az emberi jólétnek kell alávetni. Az egyik magyarázata ezen megközelítésnek talán éppen az, hogy a fejlett világban a kutatás-fejlesztés finanszírozásában az adófizetők jelentős részt vállalnak. Joggal várják tehát el, hogy befizetéseik őket magukat, végső soron az emberi társadalmat szolgálják.
Korunk embere a tudományt már csak mint alkalmazott diszciplínát fogadja el, s nem ismeri el az ún. tiszta tudomány létezését. Felesleges és elfogadhatatlan luxusnak tekinti a spontán kutatásnak a lehetőségét is, s minden tudományos célú vizsgálódást valamifajta emberi érdeknek alárendelten tart csak elfogadhatónak. A tudomány feladata tehát ebből következően az, hogy a körülöttünk lévő környezet kellemes hatásait megőrizze számunkra, a károsakat pedig kiiktassa életünkből.
Az új dolgok kitalálására, felfedezésére számos módszer létezik, amelyek közül bizonyíthatóan az egyik legeredményesebbnek kell tartsuk a tudományos ismeretek felhasználásával folyó kutató-fejlesztő munkát.
Az emberiség történetében sok ismeret halmozódott fel a legkülönbözőbb módokon. Ezen ismeretek egy része csupán az, amelyek tudományos módszerek tudatos alkalmazásával jöttek létre. Amennyiben bármikor is felszínre jutott egy új ismeret, a tudomány igyekezett mielőbb kialakítani a hozzá fűződő viszonyát. Ezt a viszonyt azonban a fejlődése során többször volt kénytelen felülvizsgálni, módosítani. Ebből a megközelítésből a tudomány alatt nem csupán ismeretek halmazát értjük, hanem azon módszerek és eljárások összességét is, amelyek felhasználásával megismerhetjük és összefüggéseiben láthatjuk a világ történéseit.
A kormány  a fentiekben már hivatkozott „Befektetés a jövőbe: Nemzeti kutatás-fejlesztési és innovációs stratégia 2020” c. stratégiai anyagban elsősorban a vállalatok irányából közelített a kutatás-fejlesztés aktuális kérdéseihez. Nem hagyható figyelmen kívül azonban a felsőoktatási intézmények, illetve az akadémiai szféra szerepe sem a kutatás-fejlesztés helyzetének tárgyalása során. Ennek érdekében a kormány elkészítette a Tudománypolitikai stratégiáját is.

## A kutatás-fejlesztés finanszírozása

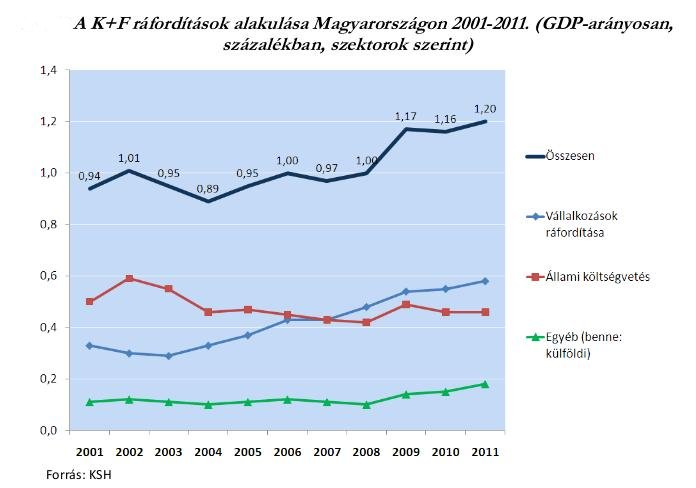
3.ábra:K+F ráfordítások alakulása Magyarországon 2001-2011

A bal oldali (2.) ábrán jól látszik, hogy hazánk GDP arányos ráfordításának mértéke hogyan alakult az elmúlt években. A 2004-ben csatlakozott tagországok színvonalát kis mértékben meghaladja, azonban a világ fejlettebb országainak ráfordítási mértékétől és az EU régebbi tagjainak átlagától jelentősen lemarad.
A 3. ábra azt szemlélteti, hogy a kutatás-fejlesztés finanszírozása milyen arányban történt külföldi, hazai állami és vállalkozások által összeadott forrásokból. Jól látható, hogy az állami forrás részaránya a vállalatihoz képest folyamatosan csökken.
A gazdaság innováció alapú bővülésének előmozdítása érdekében több ország kormánya is adókedvezményben részesíti a kutatás-fejlesztés különböző formáit.

## A kutatás-fejlesztés minősítése
A hazai jogszabályok és a hozzájuk fűződő magyarázatok ma már nem hivatkoznak a Frascati kézikönyvre, de a nemzetközi környezetben betöltött szerepe miatt a továbbiakban is a kutatás-fejlesztési minősítési eljárás fontos módszertani alapjául szolgál.
A kutatás-fejlesztési tevékenység minősítésére alapvetően három lehetőség kínálkozik. A világ számos országában egyszerűen a munkát elvégzők formális szakmai kompetenciái alapján fogadják el az egyes projekteket. Ehhez igazodik az ilyen, vagy más speciális szervezetek akkreditációja is, amely a kutatás-fejlesztési munkára való alkalmasság kérdését vizsgálja meg. Egyedülállónak tekinthető a hazai minősítési rendszer, amely valójában nem is projektenkénti, hanem projektrészenkénti minősítést ír elő.
A Szellemi Tulajdon Nemzeti Hivatalának a kutatás-fejlesztési tevékenységek minősítésével kapcsolatosan ellátott hatásköre elsődlegesen a vállalkozások által önkéntesen és opcionálisan kezdeményezhető előzetes minősítési eljárás lefolytatását jelenti, amelynek keretében a Hivatal arról nyilatkozik, hogy az ügyfél által benyújtott dokumentáció alapján a kérelem benyújtását követően megvalósítandó projekt kutatás-fejlesztési tevékenységnek minősíthető-e. Az SZTNH által kiadott Végleges módszertani útmutatóban ismerhetjük meg a részleteket.
A projektenkénti minősítés egyesek szerint anomáliákat is tartalmaz. A megfogalmazott kritikák egy része az előzetes minősítésre, más része az utólagos minősítésre vonatkozik. A sokat bírált elem, hogy a k+f tevékenységről készített „tanulmány” vagy az elvégzett tevékenység vizsgálata alapján dönt e az SZTNH. A jelenlegi szabályozás szerint a Hivatal szakértői csak az írásbeli tanulmányt felhasználva értékelik az elvégzett munkát.

## Intézményi háttér
Hazánkban a Nemzetgazdasági Minisztérium felel a kutatás-fejlesztési és innovációs szakpolitikáért, erre a szakpolitikára építve kezeli a Kutatási, Technológiai és Innovációs Alapot a Nemzeti Fejlesztési Minisztérium, a konkrét pályázatok lebonyolítását a Nemzeti Fejlesztési Ügynökség végzi, a Nemzeti Innovációs Hivatal pedig ma már egyre aktívabb szerepet tölt be mind idehaza, mind pedig külföldön az innovációt segítő szolgáltatásaival.
A kutatás-fejlesztés definíciójának megfelelő alapkutatást ma jellemzően a Magyar Tudományos Akadémia Kutató Intézet hálózatában folytatnak. Az alkalmazott kutatások jellemzően a felsőoktatási intézményekben valósulnak meg, a kísérleti fejlesztéseket pedig elsősorban a vállalkozások feladatává szokás tenni.